# Maesa aneiteensis
Maesa aneiteensis är en viveväxtart som beskrevs av Carl Christian Mez. Maesa aneiteensis ingår i släktet Maesa och familjen viveväxter. Inga underarter finns listade i Catalogue of Life.